# 佐藤真 (歴史家)
佐藤 真（さとう まこと、旧字体：佐藤󠄁 眞、1907年（明治40年） - 1991年（平成3年））は、日本の歴史家。野田市興風図書館長。

## 経歴
宮城県仙台市に生まれ、1926年（大正15年）に法政大学予科を卒業する。
1930年（昭和5年）から北海道函館市の市立函館図書館に司書として勤務し、1943年（昭和18年）には千葉県野田市に野田醤油（キッコーマン）が設置した興風図書館の館長に就任した。
その他、日本図書館協会理事や法務省人権擁護委員も務め、1991年（平成3年）に野田市にて没した。

## 著書
- 『野田郷土史』
- 『のだし―歴史のなかの野田』

## 栄典
- 千葉県文化功労賞（1960年（昭和35年））
- 日本図書館功労賞（1962年（昭和37年））
- 勲五等瑞宝章（1978年（昭和53年）